# Дипалмитоилфосфатидилхолин
Дипалмитоилфосфатидилхолинът е фосфолипид от групата наситени фосфатидилхолини и един от главните компоненти на белодробния сърфактънт. Широко използван е за изследователски цели при изучаване на липозоми, липидни двойни слоеве, образци на биологични клетъчни мембрани, а също и за получаване на изкуствени липопротеини с висока плътност, както и на липозоми (моделирани мембрани).